# Yesun Temür
Yesun Temür (Есөнтөмөр) o Yesun Timur fou kan del Kanat de Txagatai. Era pagà i va governar del 1338 al 1342. Era el germà petit del kan Changshi al que va succeir després que aquest fou assassinat probablement sota la seva pròpia instigació; no obstant Yesun va negar la seva participació en la mort del seu germà i va acusar la seva mare. El seu nom vol dir literalment "Nou Ferros". Estava sovint begut i molt angoixat. Finalment fou enderrocat per l'ogodeïda Ali Sultan el 1342.